# Rohrberg (Tyrol)
Pour les articles homonymes, voir Rohrberg.
Rohrberg est une commune autrichienne du district de Schwaz dans le Tyrol.